# Tschechischer Fußballpokal 2016/17
Der Tschechische Fußballpokal 2016/17 (tschechisch Pohár FAČR 2016/17) war die 24. Austragung des Fußballpokalwettbewerbs der Männer des Fußballverbandes der Tschechischen Republik. Partner des Wettbewerbs war der ungarische Mineralölkonzern MOL, weshalb die offizielle Bezeichnung MOL Cup 2016/17 lautete.
Titelverteidiger war der FK Mladá Boleslav. Im Endspiel am 17. Mai 2017 im Olmützer Andrův stadion setzte sich der FC Fastav Zlín mit 1:0 gegen den Zweitligisten SFC Opava durch.
Der Pokalsieger nahm an der 3. Qualifikationsrunde zur UEFA Europa League 2017/18 teil.

## Modus und Termine
Der Wettbewerb begann im Juli 2016 mit der Vorrunde. Für die Vorrunde qualifizierten sich die Mannschaften über die jeweiligen Kreispokalwettbewerbe, dazu kommen gemeldete Mannschaften aus den drittklassigen ČFL und MSFL sowie den vier Staffeln der viertklassigen „Divize“. Die 36 Gewinner der Vorrunde qualifizierten sich für die erste Runde. Zu den 36 Gewinnern der Vorrunde stießen in der ersten Runde weitere 50 Teams. In der zweiten Runde kamen 11 Erstligisten hinzu, in der dritten Runde die vier bestplatzierten Erstligisten der abgelaufenen Saison sowie der Titelverteidiger (FK Mladá Boleslav). Im Gegensatz zu früheren Jahren wurden alle Runden in nur einem Spiel ausgetragen. Wenn ein Spiel unentschieden endete, folgte eine Verlängerung und falls danach kein Sieger feststand ein Elfmeterschießen. Diese Regelung wurde 2016/17 eingeführt. Die Begegnungen folgten anders als im bisherigen Format keinem vorher festgelegten Plan, sondern wurden gelost. Die 16 Erstligisten waren dabei gesetzt. Trafen Amateur- und Profimannschaft aufeinander, genoss das Amateurteam bis einschließlich der 3. Runde automatisch Heimrecht. Das Endspiel fand am 17. Mai 2017 statt.
| Runde         | Datum               | Spiele | Vereine   | Neueinstiege |
| ------------- | ------------------- | ------ | --------- | ------------ |
| Vorrunde      | 22. – 24. Juli 2016 | 36     | 138 → 102 | 72           |
| 1. Runde      | 29. – 31. Juli 2016 | 43     | 102 → 59  | 50           |
| 2. Runde      | 10. August 2016     | 27     | 59 → 32   | 11           |
| 3. Runde      | 21. September 2016  | 16     | 32 → 16   | 05           |
| Achtelfinale  | 26. Oktober 2016    | 08     | 16 → 8    | –            |
| Viertelfinale | 5. April 2017       | 04     | 8 → 4     | –            |
| Halbfinale    | 26. April 2017      | 02     | 4 → 2     | –            |
| Finale        | 17. Mai 2017        | 01     | 2 → 1     | –            |
| Gesamt        |                     | 1370   |           | 1380         |

## Vorrunde

### Teilnehmende Mannschaften
Teilnehmer: Vier Drittligisten, 53 Viertligisten, 13 Fünftligisten und zwei Sechstligisten
| 72 Vorrundenteilnehmer | | | |
| FK Blansko (III) FC Olympia Hradec Králové (III) 1. HFK Olomouc (III) FC Odra Petřkovice (III) MSK Břeclav (IV) SK Sokol Brozany (IV) FC Elseremo Brumov (IV) TJ Slovan Bzenec (IV) FK Čáslav (IV) FC Chomutov (IV) TJ Spartak Chrastava (IV) FC Dolní Benešov (IV) 1. BFK Frýdlant nad Ostravicí (IV) MFK Havířov (IV) SFK ELKO Holešov (IV) SK Hranice (IV) FK Jeseník (IV) 1. FC Karlovy Vary (IV) | SK Kladno (IV) SK Klatovy (IV) FK Kolín (IV) FK Nové Sady (IV) FK Kratonohy (IV) FK OEZ Letohrad (IV) FC Viktoria Mariánské Lázně (IV) FK Baník Most (IV) FK Náchod (IV) FK Neratovice-Byškovice (IV) SFK Vrchovina N. Město na M. (IV) FC Nový Bor (IV) Sportovní sdružení Ostrá (IV) FK Ostrov (IV) FK Pelhřimov (IV) TJ Lokomotiva Petrovice (IV) FK Admira Praha (IV) SK Aritma Praha (IV) | FK Motorlet Praha (IV) FC Přední Kopanina (IV) 1. FC Viktorie Přerov (IV) SC Pustá Polom (IV) FC Rokycany (IV) TJ Tatran Sedlčany (IV) FC TVD Slavičín (IV) FK Baník Souš (IV) FSC Stará Říše (IV) SK Štětí (IV) FK Šumperk (IV) TJ Sušice (IV) TJ Sokol Tasovice (IV) MFK Trutnov (IV) FK Turnov (IV) TJ Jiskra Ústí nad Orlicí (IV) TJ Valašské Meziříčí (IV) FC Spartak Velká Bíteš (IV) | FC Velké Karlovice (IV) Slovan Velvary (IV) SK Vysoké Mýto (IV) FK Arsenal Česká Lípa (V) FC Chotěboř (V) RMSK Cidlina (V) Sokol Hostouň (V) FC Kralice na Hané (V) TJ OSS Lomnice (V) SK Uhelné sklady Praha (V) TJ Přeštice (V) TJ Proboštov (V) FC RAK Provodov (V) SK Rakovník (V) TJ Svitavy (V) AFK Tišnov (V) Jakubčovice Fotbal (VI) Sokol Sezimovo Ústí (VI) |
| Ligaebene in Klammern: III = ČFL bzw. MSFL • IV = Divize • V = Krajský přebor • VI = I. A třída | | | |

### Begegnungen der Vorrunde
In der Vorrunde setzte sich einer der zwei vertretenen Sechstligisten, nämlich Sokol Sezimovo Ústí gegen den eine Klasse höher spielenden Sokol Hostouň mit 2:0 durch. Der Fünftligist TJ Proboštov besiegte den Viertligisten FK Neratovice-Byškovice im Elfmeterschießen, nachdem in 120 Minuten acht Tore gefallen waren. Endstation war die Vorrunde auch für den in der 4. Liga spielenden 1. FC Karlovy Vary, der sich im Elfmeterschießen dem Fünftligisten SK Rakovník geschlagen geben musste. Auch zwei Drittligisten überstanden die Vorrunde nicht: Der FK Blansko schied mit einem 1:1 nach Verlängerung und einem 8:9 im Elfmeterschießen gegen seinen früheren, in der fünften Liga spielenden Farmklub AFK Tišnov aus. Unterlegen war auch der 1. HFK Olomouc in der Partie gegen den 1. FC Viktorie Přerov, die der Viertligist mit 3:2 für sich entscheiden konnte.
Der ehemalige Erstligist FK Baník Most reiste aufgrund finanzieller Schwierigkeiten erst gar nicht zum Spiel nach Lomnice, so dass der dortige Fünftligist TJ OSS quasi ein Freilos hatte. Den größten Zuschauerzuspruch fand das Derby zwischen dem FK Jeseník und dem FK Šumperk (beide 4. Liga). 600 Zuschauer bedeuteten mehr als zehn Mal so viele wie in Vysoké Mýto, wo die Begegnung des heimischen SK gegen den FK Čáslav nur 50 Fans sehen wollten. Den höchsten Sieg landete Motorlet Prag. Jiří Sodoma, ausgeliehen von Slavia Prag, erzielte beim 8:2 gegen den FC Nový Bor vier Tore.
Überhaupt keine Tore hingegen sahen die 320 Zuschauer der Partie 1. BFK Frýdlant nad Ostravicí gegen den MFK Havířov. Allerdings leistete sich hier das Schiedsrichtertrio einen groben Fehler. Anstatt nach 90 Minuten in die Verlängerung zu gehen, gab es sofort ein Elfmeterschießen – mit dem glücklicheren Ende für die Gäste. Allerdings legte der Verlierer keinen offiziellen Protest gegen die Wertung des Spiels ein, sodass das Spiel nicht wiederholt wurde.
| Datum                 |                                    | Ergebnis                |                                   |
| --------------------- | ---------------------------------- | ----------------------- | --------------------------------- |
| 22.07.2016, 18:00 Uhr | 1. BFK Frýdlant nad Ostravicí (IV) | 0:0 (3:4 i. E.)         | MFK Havířov (IV)                  |
| 23.07.2016, 10:15 Uhr | TJ Přeštice (V)                    | 11:3 n. V. 1            | FC Přední Kopanina (IV)           |
| 23.07.2016, 10:15 Uhr | FK Kratonohy (IV)                  | 2:0                     | TJ Jiskra Ústí nad Orlicí (IV)    |
| 23.07.2016, 10:15 Uhr | SK Aritma Praha (IV)               | 12:3 n. V. 2            | FK Kolín (IV)                     |
| 23.07.2016, 17:00 Uhr | SK Vysoké Mýto (IV)                | 0:1 n. V.               | FK Čáslav (IV)                    |
| 23.07.2016, 17:00 Uhr | FK Náchod (IV)                     | 3:1 n. V.)              | MFK Trutnov (IV)                  |
| 23.07.2016, 17:00 Uhr | Jakubčovice Fotbal (VI)            | 1:3                     | SK Hranice (IV)                   |
| 23.07.2016, 17:00 Uhr | TJ Lokomotiva Petrovice (IV)       | 1:2                     | FC Odra Petřkovice (III)          |
| 23.07.2016, 17:00 Uhr | SK Rakovník (V)                    | 1:1 n. V. (4:3 i. E.)   | 1. FC Karlovy Vary (IV)           |
| 23.07.2016, 17:00 Uhr | FC TVD Slavičín (IV)               | 13:0 3                  | TJ Valašské Meziříčí (IV)         |
| 24.07.2016, 17:00 Uhr | SK Uhelné sklady Praha (V)         | 1:5                     | FC Olympia Hradec Králové (III)   |
| 24.07.2016, 17:00 Uhr | Sokol Sezimovo Ústí (VI)           | 2:0                     | Sokol Hostouň (V)                 |
| 24.07.2016, 17:00 Uhr | TJ OSS Lomnice (V)                 | 13:0 4                  | FK Baník Most (IV)                |
| 24.07.2016, 17:00 Uhr | TJ Proboštov (V)                   | 4:4 n. V. (5:3 i. E.)   | FK Neratovice-Byškovice (IV)      |
| 24.07.2016, 17:00 Uhr | FK Arsenal Česká Lípa (V)          | 2:2 n. V. 5 (1:4 i. E.) | Slovan Velvary (IV)               |
| 24.07.2016, 17:00 Uhr | RMSK Cidlina (V)                   | 1:3                     | TJ Spartak Chrastava (IV)         |
| 24.07.2016, 17:00 Uhr | TJ Svitavy (V)                     | 0:3                     | FK OEZ Letohrad (IV)              |
| 24.07.2016, 17:00 Uhr | SK Štětí (IV)                      | 2:2 n. V. (4:2 i. E.)   | FK Turnov (IV)                    |
| 24.07.2016, 17:00 Uhr | FK Motorlet Praha (IV)             | 18:2 6                  | FC Nový Bor (IV)                  |
| 24.07.2016, 17:00 Uhr | FK Baník Souš (IV)                 | 4:2                     | FK Ostrov (IV)                    |
| 24.07.2016, 17:00 Uhr | TJ Sušice (IV)                     | 0:5                     | SK Klatovy (IV)                   |
| 24.07.2016, 17:00 Uhr | FC Viktoria Mariánské Lázně (IV)   | 4:1                     | FC Rokycany (IV)                  |
| 24.07.2016, 17:00 Uhr | Sportovní sdružení Ostrá (IV)      | 0:7                     | FK Admira Praha (IV)              |
| 24.07.2016, 17:00 Uhr | TJ Tatran Sedlčany (IV)            | 3:4                     | SK Kladno (IV)                    |
| 24.07.2016, 17:00 Uhr | SK Sokol Brozany (IV)              | 3:1                     | FC Chomutov (IV)                  |
| 24.07.2016, 17:00 Uhr | AFK Tišnov (V)                     | 2:2 n. V. (9:8 i. E.)   | FK Blansko (III)                  |
| 24.07.2016, 17:00 Uhr | FC Kralice na Hané (V)             | 0:2                     | FK Nové Sady (IV)                 |
| 24.07.2016, 17:00 Uhr | FC RAK Provodov (V)                | 0:1                     | SFK ELKO Holešov (IV)             |
| 24.07.2016, 17:00 Uhr | SC Pustá Polom (IV)                | 0:2                     | FC Dolní Benešov (IV)             |
| 24.07.2016, 17:00 Uhr | FK Jeseník (IV)                    | 0:2                     | FK Šumperk (IV)                   |
| 24.07.2016, 17:00 Uhr | TJ Slovan Bzenec (IV)              | 0:1                     | MSK Břeclav (IV)                  |
| 24.07.2016, 17:00 Uhr | FC Spartak Velká Bíteš (IV)        | 1:2                     | TJ Sokol Tasovice (IV)            |
| 24.07.2016, 17:00 Uhr | FC Elseremo Brumov (IV)            | 2:1                     | FC Velké Karlovice (IV)           |
| 24.07.2016, 17:00 Uhr | 1. FC Viktorie Přerov (IV)         | 13:2 7                  | 1. HFK Olomouc (III)              |
| 24.07.2016, 17:00 Uhr | FSC Stará Říše (IV)                | 2:1                     | SFK Vrchovina N. Město na M. (IV) |
| 24.07.2016, 17:00 Uhr | FC Chotěboř (V)                    | 3:2                     | FK Pelhřimov (IV)                 |

## 1. Runde

### Teilnehmende Mannschaften
Für die 1. Runde sind die 16 Zweitligisten der aktuellen Spielzeit, 25 weitere Drittligisten, neun weitere Viertligisten sowie die 36 Siegermannschaften der Vorrunde qualifiziert. Insgesamt nehmen an der 1. Runde 86 Mannschaften teil.
| Fotbalová národní liga 16 Mannschaften der Saison 2016/17 | Sieger der Vorrunde die 36 Sieger der Vorrunde | Sieger der Vorrunde die 36 Sieger der Vorrunde | weitere Teilnehmer 34 Mannschaften | weitere Teilnehmer 34 Mannschaften |
| SK Sigma Olomouc FC Baník Ostrava 1. SC Znojmo FK Baník Sokolov FC MAS Táborsko FK Pardubice FK Ústí nad Labem FC Sellier & Bellot Vlašim FK Varnsdorf MFK Frýdek-Místek SFC Opava Dynamo Budweis FK Fotbal Třinec FK Viktoria Žižkov 1. SK Prostějov MFK Vítkovice | FC Olympia Hradec Králové (III) SK Rakovník (V) Sokol Sezimovo Ústí (VI) FC Přední Kopanina (IV) TJ OSS Lomnice (V) TJ Proboštov (V) Slovan Velvary (IV) TJ Spartak Chrastava (IV) FK OEZ Letohrad (IV) SK Štětí (IV) FK Motorlet Praha (IV) FK Baník Souš (IV) SK Klatovy (IV) FC Viktoria Mariánské Lázně (IV) FK Kratonohy (IV) FK Admira Praha (IV) FK Náchod (IV) FK Kolín (IV) | SK Kladno (IV) SK Sokol Brozany (IV) FK Čáslav (IV) AFK Tišnov (V) FK Nové Sady (IV) SK Hranice (IV) SFK ELKO Holešov (IV) FC Dolní Benešov (IV) FK Šumperk (IV) MSK Břeclav (IV) TJ Sokol Tasovice (IV) FC Elseremo Brumov (IV) 1. FC Viktorie Přerov (IV) FSC Stará Říše (IV) MFK Havířov (IV) FC TVD Slavičín (IV) FC Odra Petřkovice (III) FC Chotěboř (V) | SK Benátky nad Jizerou (III) SK Benešov (III) SK Český Brod (IV) MFK Chrudim (III) FK Dobrovice (III) TJ Jiskra Domažlice (III) TJ Dvůr Králové (IV) FC Hlučín (III) FK Hodonín (IV) FK Hořovicko (III) SK Spartak Hulín (III) FK Králův Dvůr (III) SK Hanácká Slavia Kroměříž (III) SK Líšeň (III) FK Litoměřicko (III) FK Mohelnice (III) FK Nový Jičín (IV) | FC Viktoria Otrokovice (III) FC Písek (III) Slavoj TKZ Polná (IV) FK Meteor Prag VIII (IV) SK Převýšov (III) FC Slovan Rosice (IV) SK Jiskra Rýmařov (IV) FK TJ Štěchovice (III) FK Tachov (III) HFK Třebíč (III) SK UNEX Uničov (III) FC Velké Meziříčí (III) FK Loko Vltavín (III) FK Slavoj Vyšehrad (III) MFK Vyškov (III) SK Zápy (III) TJ Sokol Živanice (IV) |
| Ligaebene in Klammern: III = ČFL bzw. MSFL • IV = Divize • V = Krajský přebor • VI = I. A třída | | | | |

### Begegnungen der 1. Runde
In der 1. Runde blieben die großen Überraschungen aus. Alle 16 Zweitligisten erreichten die nächste Runde. Die meisten Probleme hatte Dynamo Budweis, das sich erst im Elfmeterschießen gegen Motorlet Prag durchsetzte. Siege durch klassenniedrigere Teams gab es in sechs Fällen, in allen Spielen bezwang ein Viertligist den Drittligisten: Der SK Klatovy schlug den FK Slavoj Vyšehrad mit 4:2, Admira Prag besiegte den FK Dobrovice mit 5:4 im Elfmeterschießen – nach 120 Minuten hatte es 2:2 unentschieden gestanden. Der SK Český Brod gewann gegen den FK Hořovicko mit 3:1, der MSK Břeclav schlug den MFK Vyškov mit 4:3. Beim Spiel FK Šumperk gegen den FK Mohelnice hieß es am Ende ebenso 1:0 wie in der Begegnung zwischen dem FC TVD Slavičín und dem SK Hanácká Slavia Kroměříž.
Zuschauermagnet dieser Runde war die Partie zwischen dem FC Dolní Benešov und dem FC Baník Ostrava. Das 3:0 des Erstligaabsteigers gegen den in der 4. Liga spielenden Gastgeber sahen 1.542 Zuschauer, davon die Mehrheit aus Ostrava. Auf geringes Interesse stieß hingegen die Partie des Prager Klubs FC Přední Kopanina. Dessen Partie gegen den FK Tachov, ausgetragen auf dem Platz von Viktoria Štěrboholy, wohnten nur 30 Zuschauer bei, die beim 3:6, zumindest was die Anzahl der Tore betrifft, aber auf ihre Kosten kamen.
Den höchsten Sieg der Runde feierte der Drittligist TJ Jiskra Domažlice gegen den zwei Klassen tiefer spielenden TJ OSS Lomnice. 10:1 hieß es am Ende für die Gäste gegen die chancenlosen Gastgeber, die nur dank der Tatsache, dass Baník Most in der Vorrunde nicht angetreten war, die 1. Runde erreicht hatten.
| Datum                 |                                  | Ergebnis                |                                  |
| --------------------- | -------------------------------- | ----------------------- | -------------------------------- |
| 29.07.2016, 17:30 Uhr | FSC Stará Říše (IV)              | 1:2                     | FC Velké Meziříčí (III)          |
| 30.07.2016, 10:15 Uhr | MFK Havířov (IV)                 | 1:2                     | FK Fotbal Třinec (II)            |
| 30.07.2016, 10:30 Uhr | FC Viktoria Mariánské Lázně (IV) | 1:6                     | FK Baník Sokolov (II)            |
| 30.07.2016, 11:00 Uhr | FC Přední Kopanina (IV)          | 13:6 1                  | FK Tachov (III)                  |
| 30.07.2016, 17:00 Uhr | SK Klatovy (IV)                  | 4:2                     | FK Slavoj Vyšehrad (III)         |
| 30.07.2016, 17:00 Uhr | TJ Proboštov (V)                 | 1:3                     | FK Varnsdorf (II)                |
| 30.07.2016, 17:00 Uhr | TJ Spartak Chrastava (IV)        | 1:2                     | SK Zápy (III)                    |
| 30.07.2016, 17:00 Uhr | SK Štětí (IV)                    | 0:6                     | FK Ústí nad Labem (II)           |
| 30.07.2016, 17:00 Uhr | FK Baník Souš (IV)               | 0:3                     | FK Loko Vltavín (III)            |
| 30.07.2016, 17:00 Uhr | FC Olympia Hradec Králové (III)  | 1:2                     | FC Sellier & Bellot Vlašim (II)  |
| 30.07.2016, 10:15 Uhr | FK Kratonohy (IV)                | 1:5                     | MFK Chrudim (III)                |
| 30.07.2016, 17:00 Uhr | FK Motorlet Praha (IV)           | 2:2 n. V. 2 (4:5 i. E.) | Dynamo Budweis (II)              |
| 30.07.2016, 17:00 Uhr | TJ OSS Lomnice (V)               | 01:10                   | TJ Jiskra Domažlice (III)        |
| 30.07.2016, 17:00 Uhr | FK OEZ Letohrad (IV)             | 10:5 3                  | FK Pardubice (II)                |
| 30.07.2016, 10:15 Uhr | FK Admira Praha (IV)             | 2:2 n. V. (5:4 i. E.)   | FK Dobrovice (III)               |
| 30.07.2016, 17:00 Uhr | FK Náchod (IV)                   | 0:3                     | FK Viktoria Žižkov (II)          |
| 30.07.2016, 17:00 Uhr | Sokol Sezimovo Ústí (VI)         | 0:3                     | FC Písek (III)                   |
| 30.07.2016, 17:00 Uhr | SK Kladno (IV)                   | 10:4 4                  | FC MAS Táborsko (II)             |
| 30.07.2016, 17:00 Uhr | FK Kolín (IV)                    | 0:1                     | FK Králův Dvůr (III)             |
| 31.07.2016, 17:00 Uhr | FK Meteor Prag VIII (IV)         | 2:3                     | FK Litoměřicko (III)             |
| 30.07.2016, 17:00 Uhr | Slovan Velvary (IV)              | 1:4                     | SK Převýšov (III)                |
| 30.07.2016, 17:00 Uhr | TJ Dvůr Králové (IV)             | 0:3                     | SK Benátky nad Jizerou (III)     |
| 30.07.2016, 17:00 Uhr | SK Český Brod (IV)               | 3:1                     | FK Hořovicko (III)               |
| 30.07.2016, 17:00 Uhr | SK Sokol Brozany (IV)            | 2:2 n. V. (6:7 i. E.)   | SK Benešov (III)                 |
| 30.07.2016, 17:00 Uhr | TJ Sokol Tasovice (IV)           | 0:2                     | HFK Třebíč (III)                 |
| 30.07.2016, 17:00 Uhr | FK Nové Sady (IV)                | 0:1                     | MFK Frýdek-Místek (II)           |
| 30.07.2016, 17:00 Uhr | AFK Tišnov (V)                   | 0:3                     | 1. SK Prostějov (II)             |
| 30.07.2016, 17:00 Uhr | SK Jiskra Rýmařov (IV)           | 1:2                     | FC Hlučín (III)                  |
| 30.07.2016, 17:00 Uhr | FK Hodonín (IV)                  | 2:2 n. V. (8:9 i. E.)   | SK Spartak Hulín (III)           |
| 30.07.2016, 17:00 Uhr | MSK Břeclav (IV)                 | 4:3                     | MFK Vyškov (III)                 |
| 30.07.2016, 17:00 Uhr | SK Líšeň (III)                   | 1:0                     | FC Viktoria Otrokovice (III)     |
| 30.07.2016, 17:00 Uhr | SK Hranice (IV)                  | 0:5                     | FK Nový Jičín (IV)               |
| 30.07.2016, 17:00 Uhr | FC Odra Petřkovice (III)         | 0:1                     | SFC Opava (II)                   |
| 30.07.2016, 17:00 Uhr | 1. FC Viktorie Přerov (IV)       | 1:5                     | SK UNEX Uničov (III)             |
| 30.07.2016, 17:00 Uhr | SFK ELKO Holešov (IV)            | 0:6                     | SK Sigma Olomouc (II)            |
| 30.07.2016, 17:00 Uhr | FC Dolní Benešov (IV)            | 0:3                     | FC Baník Ostrava (II)            |
| 30.07.2016, 17:00 Uhr | FK Šumperk (IV)                  | 1:0                     | FK Mohelnice (III)               |
| 30.07.2016, 17:00 Uhr | FC Elseremo Brumov (IV)          | 0:5                     | MFK Vítkovice (II)               |
| 30.07.2016, 17:00 Uhr | FC Slovan Rosice (IV)            | 0:1                     | 1. SC Znojmo (II)                |
| 30.07.2016, 17:00 Uhr | FC TVD Slavičín (IV)             | 1:0                     | SK Hanácká Slavia Kroměříž (III) |
| 30.07.2016, 17:00 Uhr | FC Chotěboř (V)                  | 11:6 5                  | Slavoj TKZ Polná (IV)            |
| 30.07.2016, 18:00 Uhr | FK Čáslav (IV)                   | 0:3                     | TJ Sokol Živanice (IV)           |
| 31.07.2016, 17:00 Uhr | SK Rakovník (V)                  | 0:2                     | FK TJ Štěchovice (III)           |

## 2. Runde

### Teilnehmende Mannschaften
| ePojisteni.cz liga 11 Erstligisten | Sieger der 1. Runde 43 Mannschaften | Sieger der 1. Runde 43 Mannschaften | Sieger der 1. Runde 43 Mannschaften | Sieger der 1. Runde 43 Mannschaften |
| FC Zbrojovka Brünn FK Jablonec 1. FC Slovácko Bohemians Prag 1905 FK Dukla Prag FC Vysočina Jihlava FK Teplice FC Fastav Zlín 1. FK Příbram MFK Karviná FC Hradec Králové | FK Baník Sokolov (II) SK Klatovy (IV) FK Varnsdorf (II) SK Zápy (III) FK Ústí nad Labem (II) FK Loko Vltavín (III) FC Sellier & Bellot Vlašim (II) MFK Chrudim (III) Dynamo Budweis (II) TJ Jiskra Domažlice (III) FK Pardubice (II) | FK Admira Praha (IV) FK Viktoria Žižkov (II) FC Písek (III) FC MAS Táborsko (II) FK Králův Dvůr (III) FK Litoměřicko (III) SK Převýšov (III) SK Benátky nad Jizerou (III) FK Tachov (III) SK Český Brod (IV) FK TJ Štěchovice (III) | SK Benešov (III) TJ Sokol Živanice (IV) HFK Třebíč (III) MFK Frýdek-Místek (II) 1. SK Prostějov (II) FC Hlučín (III) SK Spartak Hulín (III) MSK Břeclav (IV) SK Líšeň (III) FK Nový Jičín (IV) SFC Opava (II) | SK UNEX Uničov (III) SK Sigma Olomouc (II) FC Baník Ostrava (II) FK Šumperk (IV) FC Velké Meziříčí (III) MFK Vítkovice (II) 1. SC Znojmo (II) FC TVD Slavičín (IV) FK Fotbal Třinec (II) Slavoj TKZ Polná (IV) |
| Ligaebene in Klammern: II = FNL • III = ČFL bzw. MSFL • IV = Divize | | | | |

### Begegnungen der 2. Runde
Die Partien der 2. Runde wurden am 2. August 2016 gelost, wobei immer ein Amateurverein auf einen Profiklub traf. Dabei besaß der Amateurverein jeweils Heimreicht. Außerdem gab es eine regionale Aufteilung zwischen Böhmen sowie Mähren und Schlesien.
In der 2. Runde verabschiedeten sich mit dem FK Teplice und dem 1. FK Příbram zwei Erstligisten aus dem Pokalwettbewerb. Teplice unterlag dem Drittligisten FK Králův Dvůr mit 0:1, Příbram musste sich mit 1:3 dem ebenfalls aus der dritthöchsten Spielklasse stammenden FK Litoměřicko geschlagen geben. Auch für einige Zweitligisten war die 2. Runde Endstation, und zwar jeweils gegen einen Gegner aus der dritten Liga: Der FK Varnsdorf unterlag dem FC Písek, Baník Sokolov dem SK Zápy. Viktoria Žižkov verlor in Tachov im Elfmeterschießen, der MFK Vítkovice in Chrudim nach Verlängerung. Der 1. SC Znojmo zog gegen Spartak Hulín den Kürzeren, ebenso Fotbal Třinec gegen Velké Meziříčí. Auch der MFK Frýdek-Místek schied aus, hier erwies sich der FC Hlučín nach Verlängerung als erfolgreicher.
Der höchste Sieg in dieser Runde gelang Erstligaabsteiger Sigma Olomouc, das beim Viertligisten Slavoj TKZ Polná mit 10:1 gewann. Tomáš Zahradníček traf dabei drei Mal. Vysočina Jihlava gelang ein 9:1 gegen den SK Klatovy (4. Liga).
Den höchsten Zuschauerzuspruch hatte die Partie zwischen dem FK Litoměřicko und dem 1. FK Příbram. 1.423 Zuschauer erlebten eine Überraschung, der Außenseiter setzte sich mit 3:1 gegen den Erstligisten durch. Alle anderen Spiele weisen eine dreistellige Zuschauerzahl auf. Darunter auch das Spiel zwischen dem FK Loko Vltavín und dem FC MAS Táborsko, dem nur 100 Zuschauer beiwohnten.
| Datum                 |                              | Ergebnis              |                                 |
| --------------------- | ---------------------------- | --------------------- | ------------------------------- |
| 09.08.2016, 17:00 Uhr | FK Nový Jičín (IV)           | 1:2                   | MFK Karviná (I)                 |
| 10.08.2016, 17:00 Uhr | SK Klatovy (IV)              | 1:9                   | FC Vysočina Jihlava (I)         |
| 10.08.2016, 17:00 Uhr | TJ Jiskra Domažlice (III)    | 11:4 1                | FK Jablonec (I)                 |
| 10.08.2016, 17:00 Uhr | FK TJ Štěchovice (III)       | 2:3                   | Bohemians Prag 1905 (I)         |
| 10.08.2016, 17:00 Uhr | FK Loko Vltavín (III)        | 1:2                   | FC MAS Táborsko (II)            |
| 10.08.2016, 17:00 Uhr | FC Písek (III)               | 3:0                   | FK Varnsdorf (II)               |
| 10.08.2016, 17:00 Uhr | TJ Sokol Živanice (IV)       | 0:1                   | FK Pardubice (II)               |
| 10.08.2016, 17:00 Uhr | FK Admira Praha (IV)         | 1:4                   | FC Hradec Králové (I)           |
| 10.08.2016, 17:00 Uhr | SK Převýšov (III)            | 0:3                   | FK Dukla Prag (I)               |
| 1008. 2016, 17:00 Uhr | SK Benátky nad Jizerou (III) | 2:5 n. V.             | FC Sellier & Bellot Vlašim (II) |
| 10.08.2016, 17:00 Uhr | SK Český Brod (IV)           | 3:4                   | Dynamo Budweis (II)             |
| 10.08.2016, 17:00 Uhr | FK Tachov (III)              | 1:1 n. V. (5:4 i. E.) | FK Viktoria Žižkov (II)         |
| 10.08.2016, 17:00 Uhr | FK Králův Dvůr (III)         | 1:0                   | FK Teplice (I)                  |
| 10.08.2016, 17:00 Uhr | FK Šumperk (IV)              | 1:4                   | SFC Opava (II)                  |
| 10.08.2016, 17:00 Uhr | MFK Chrudim (III)            | 1:0 n. V.             | MFK Vítkovice (II)              |
| 10.08.2016, 17:00 Uhr | SK Líšeň (III)               | 1:3                   | 1. SK Prostějov (II)            |
| 10.08.2016, 17:00 Uhr | Slavoj TKZ Polná (IV)        | 01:10                 | SK Sigma Olomouc (II)           |
| 10.08.2016, 17:00 Uhr | SK Spartak Hulín (III)       | 2:1                   | 1. SC Znojmo (II)               |
| 10.08.2016, 17:00 Uhr | SK UNEX Uničov (III)         | 1:3                   | 1. FC Slovácko (I)              |
| 10.08.2016, 17:00 Uhr | FC TVD Slavičín (IV)         | 1:3                   | FC Zbrojovka Brünn (I)          |
| 10.08.2016, 17:00 Uhr | FC Hlučín (III)              | 2:1 n. V.             | MFK Frýdek-Místek (II)          |
| 16.08.2016, 17:00 Uhr | FK Litoměřicko (III)         | 3:1                   | 1. FK Příbram (I)               |
| 17.08.2016, 17:00 Uhr | FC Velké Meziříčí (III)      | 2:1                   | FK Fotbal Třinec (II)           |
| 23.08.2016, 16:30 Uhr | MSK Břeclav (IV)             | 0:6                   | FC Baník Ostrava (II)           |
| 23.08.2016, 17:00 Uhr | SK Benešov (III)             | 2:4                   | FK Ústí nad Labem (II)          |
| 23.08.2016, 17:00 Uhr | HFK Třebíč (III)             | 0:4                   | FC Fastav Zlín (I)              |
| 24.08.2016, 17:00 Uhr | SK Zápy (III)                | 2:1                   | FK Baník Sokolov (II)           |

## 3. Runde
Für die 3. Runde waren neben dem Titelverteidiger FK Mladá Boleslav die vier bestplatzierten Erstligisten der Saison 2015/16 sowie die 27 Siegermannschaften der 2. Runde qualifiziert. Da der FK Mladá Boleslav in der Abschlusstabelle der Saison 2015/16 selbst den vierten Platz belegt, rückt der Tabellenfünfte Slavia Prag nach.
| EPojisteni.cz liga vier Bestplatzierten sowie der Titelverteidiger                | Sieger der 2. Runde 27 Mannschaften                                                                            | Sieger der 2. Runde 27 Mannschaften | Sieger der 2. Runde 27 Mannschaften | Sieger der 2. Runde 27 Mannschaften                                                                                 |
| FC Viktoria Pilsen AC Sparta Prag FC Slovan Liberec Slavia Prag FK Mladá Boleslav | FC Vysočina Jihlava FK Jablonec Bohemians Prag 1905 FC Hradec Králové FK Dukla Prag MFK Karviná 1. FC Slovácko | FC Zbrojovka Brünn FC Fastav Zlín SK Sigma Olomouc (II) FC Baník Ostrava (II) FC MAS Táborsko (II) FK Pardubice (II) FC Sellier & Bellot Vlašim (II) | SK Dynamo České Budějovice (II) SFC Opava (II) 1. SK Prostějov (II) FK Ústí nad Labem (II) FC Písek (III) FK Tachov (III) FK Králův Dvůr (III) | MFK Chrudim (III) FK Litoměřicko (III) SK Zápy (III) SK Spartak Hulín (III) FC Hlučín (III) FC Velké Meziříčí (III) |
| Ligaebene in Klammern: II = FNL • III = ČFL bzw. MSFL                             | | | | |

Die Partien der 3. Runde wurden am 30. August 2016 gelost. Die Spiele sind für den 21. September 2016 terminiert. Davon abweichend finden einige Partien bereits am 20. September 2016 statt, andere erst im Oktober.
| Datum                 |                                 | Ergebnis              |                         |
| --------------------- | ------------------------------- | --------------------- | ----------------------- |
| 14.09.2016, 16:30 Uhr | SK Zápy (III)                   | 1:2                   | FK Mladá Boleslav (I)   |
| 20.09.2016, 16:00 Uhr | SK Spartak Hulín (III)          | 0:2                   | Bohemians Prag 1905 (I) |
| 20.09.2016, 16:00 Uhr | FC Sellier & Bellot Vlašim (II) | 0:1                   | FC Hradec Králové (I)   |
| 20.09.2016, 16:30 Uhr | FK Pardubice (II)               | 1:3                   | FC Vysočina Jihlava (I) |
| 20.09.2016, 17:00 Uhr | SK Sigma Olomouc (II)           | 1:2                   | FC MAS Táborsko (II)    |
| 21.09.2016, 17:00 Uhr | FK Ústí nad Labem (II)          | 1:4                   | FC Zbrojovka Brünn (I)  |
| 21.09.2016, 16:00 Uhr | FK Litoměřicko (III)            | 2:1                   | FC Baník Ostrava (II)   |
| 21.09.2016, 16:30 Uhr | FC Hlučín (III)                 | 0:7                   | FC Viktoria Pilsen (I)  |
| 21.09.2016, 16:30 Uhr | FC Velké Meziříčí (III)         | 1:2                   | FK Dukla Prag (I)       |
| 27.09.2016, 15:30 Uhr | MFK Karviná (I)                 | 2:0 n. V.             | 1. SK Prostějov (II)    |
| 28.09.2016, 16:00 Uhr | MFK Chrudim (III)               | 1:3                   | Slavia Prag (I)         |
| 05.10.2016, 16:00 Uhr | FK Tachov (III)                 | 0:4                   | FC Fastav Zlín (I)      |
| 11.10.2016, 16:00 Uhr | FK Králův Dvůr (III)            | 1:1 n. V. (5:3 i. E.) | FK Jablonec (I)         |
| 11.10.2016, 18:00 Uhr | 1. FC Slovácko (I)              | 3:4 n. V.             | SFC Opava (II)          |
| 12.10.2016, 16:00 Uhr | Dynamo Budweis (II)             | 1:2                   | AC Sparta Prag (I)      |
| 12.10.2016, 16:00 Uhr | FC Písek (III)                  | 1:5                   | FC Slovan Liberec (I)   |

## Achtelfinale
Die Achtelfinalbegegnungen wurden am 17. Oktober 2016 gelost. Die Spiele sind für den 26. Oktober 2016 terminiert. Die Partie zwischen dem MFK Karviná und Dukla Prag fand erst am 30. November 2016 statt. Das Spiel zwischen MAS Táborsko und Slovan Liberec wurde witterungsbedingt auf den 1. März 2017 verschoben.
| Datum                 |                         | Ergebnis              |                         |
| --------------------- | ----------------------- | --------------------- | ----------------------- |
| 26.10.2016, 15:30 Uhr | FK Mladá Boleslav (I)   | 4:2                   | FC Hradec Králové (I)   |
| 26.10.2016, 16:30 Uhr | FC Fastav Zlín (I)      | 3:1 n. V.             | AC Sparta Prag (I)      |
| 26.10.2016, 16:30 Uhr | SFC Opava (II)          | 4:2                   | FC Viktoria Pilsen (I)  |
| 26.10.2016, 17:00 Uhr | FC Zbrojovka Brünn (I)  | 2:1                   | FC Vysočina Jihlava (I) |
| 26.10.2016, 18:00 Uhr | Bohemians Prag 1905 (I) | 3:1                   | FK Králův Dvůr (III)    |
| 26.10.2016, 18:30 Uhr | Slavia Prag (I)         | 7:0                   | FK Litoměřicko (III)    |
| 30.11.2016, 16:00 Uhr | MFK Karviná (I)         | 2:2 n. V. (4:2 i. E.) | FK Dukla Prag (I)       |
| 01.03.2017, 13:00 Uhr | FC MAS Táborsko (II)    | 1:3                   | FC Slovan Liberec (I)   |

## Viertelfinale
Die Viertelfinalbegegnungen wurden am 6. März 2017 gelost. Das Viertelfinale beginnt mit der Partie zwischen SFC Opava und FC Zbrojovka Brünn am 25. März 2017, bei dem der Zweitligist aus Opava die Oberhand behielt. Die weiteren Spiele fanden im April statt.
| Datum                  |                         | Ergebnis              |                        |
| ---------------------- | ----------------------- | --------------------- | ---------------------- |
| 25. 03.2017, 19:15 Uhr | SFC Opava (II)          | 2:1                   | FC Zbrojovka Brünn (I) |
| 04.04.2017, 20:15 Uhr  | Bohemians Prag 1905 (I) | 1:1 n. V. (3:4 i. E.) | FK Mladá Boleslav (I)  |
| 05.04.2017, 20:15 Uhr  | FC Slovan Liberec (I)   | 2:4 n. V.             | FC Fastav Zlín (I)     |
| 12.04.2017, 18:45 Uhr  | Slavia Prag (I)         | 5:2                   | MFK Karviná (I)        |

## Halbfinale
Die Halbfinalbegegnungen wurden am 13. April 2017 gelost. Die Spiele fanden am 25. und den 26. April 2017 statt.
| Datum                 |                       | Ergebnis |                    |
| --------------------- | --------------------- | -------- | ------------------ |
| 25.04.2017, 18:30 Uhr | Slavia Prag (I)       | 0:1      | FC Fastav Zlín (I) |
| 26.04.2017, 17:00 Uhr | FK Mladá Boleslav (I) | 0:2      | SFC Opava (II)     |

## Finale
| Paarung        | FC Fastav Zlín – SFC Opava |
| Ergebnis       | 1:0 (1:0) |
| Datum          | 17. Mai 2017 um 17:30 Uhr |
| Stadion        | Andrův stadion, Olmütz |
| Zuschauer      | 11.219 |
| Schiedsrichter | Radek Příhoda |
| Tore           | 1:0 Bartolomeu (20.) |
| FC Fastav Zlín | Stanislav Dostál – Zoran Gajić, Jakub Jugas, Josef Hnaníček (78. Tomáš Janíček), Róbert Matejov – Vukadin Vukadinović (86. Antonín Fantiš), Lukáš Holík, Robert Bartolomeu, Miloš Kopečný, Ibrahim Traoré – Jean-David Beauguel (90.+4' Ondřej Bačo) Cheftrainer: Bohumil Páník |
| SFC Opava      | Vilém Fendrich – Marko Radić (56. Tomáš Jursa), Dominik Simerský, Matěj Hrabina, Tomáš Čelůstka (73. Zdeněk Pospěch), Jan Žídek – Petr Zapalač, Jan Schaffartzik, Jakub Janetzký – Nemanja Kuzmanović (61. Václav Jurečka), Tomáš Smola Cheftrainer: Roman Skuhravý             |
| Gelbe Karten   | Hnaníček (24.), Kopečný (47.), Bartolomeu (66.), Janíček (87.) – Smola (33.) |
| Platzverweise  | Jugas (90.+4') – keine |